# 施瓦岑貝格山
47°59′07″N 15°26′09″E / 47.98533°N 15.43585°E
施瓦岑貝格山（德語：Schwarzenberg），是奧地利的山峰，位於該國東北部，由下奧地利州負責管轄，屬於蒂爾尼茨阿爾卑斯山脈的一部分，處於洛伊希東南面，海拔高度1,033米。